# Екатерина Вюртембергская (королева Вестфалии)
Фридерика Екатерина София Доротея Вюртембергская (нем. Friederike Katharina Sophie Dorothea von Württemberg; 21 февраля 1783, Санкт-Петербург — 29 ноября 1835, Лозанна) — принцесса Вюртембергского дома, вторая супруга вестфальского короля Жерома Бонапарта (младшего брата Наполеона I).

## Биография
Принцесса родилась в семье наследного принца Вюртемберга Фридриха и его супруги Августы Каролины Брауншвейг-Вольфенбюттельской 21 февраля 1783 года в Санкт-Петербурге, когда её родители гостили у сестры Фридриха цесаревны Марии Фёдоровны. Со стороны отца она приходилась внучкой герцогу Вюртемберга Фридриху Евгению и Фридерике Доротее Софии Бранденбург-Шведтской, со стороны матери — Карлу Вильгельму Фердинанду Брауншвейгскому и Августе Великобританской, внучке короля Георга I.
Мать принцессы умерла, когда Екатерине было пять лет. Её отец вступил во второй брак с британской принцессой Шарлоттой, старшей дочерью короля Георга III.
В декабре 1805 года Наполеон даровал её отцу титул короля Вюртемберга, и 1 января 1806 года он короновался в Штутгарте. Из лояльности к Наполеону Фридрих выдал свою дочь Екатерину замуж за его брата Жерома Бонапарта. Свадьба состоялась 22 августа 1807 года в Королевском дворце Фонтенбло. На церемонии присутствовали император Наполеон I и императрица Жозефина. Екатерина стала второй женой Жерома, после брака она получила титул королевы Вестфалии. После падения империи Наполеона в 1815 году супруги потеряли свой трон и отправились в изгнание.
Екатерина умерла в Лозанне в 1835 году . Её супруг вступил в третий брак с Юстиной Перколи-Суарес. Скончался в 1860 году.

## Семья и дети
Супруг с 22 августа 1807 Жером Бонапарта (младший брат Наполеона I). Дети:
- Жером Наполеон Шарль (1814—1847)
- Матильда (1820—1904)
- Наполеон Жозеф (1822—1891), женился на Марии Клотильде Савойской.